# نگارین‌واران
نگارین‌واران (نام علمی: Trigonioidea) نام یک راسته از رده دوکفه‌ای‌ها است.